# Gines
Gines település Spanyolországban, Sevilla tartományban. Gines Espartinas, Valencina de la Concepción, Castilleja de la Cuesta és Bormujos községekkel határos. Lakosainak száma 13 524 fő (2024).

## Népesség
A település népessége az elmúlt években az alábbi módon változott:
| Lakosok száma | 10 292 | 11 756 | 12 568 | 12 934 | 13 302 | 13 299 | 13 361 | 13 420 | 13 507 | 13 524 |
|               | 2001   | 2004   | 2007   | 2009   | 2012   | 2014   | 2017   | 2019   | 2022   | 2024   |